# Amused to Death
Amused to Death — третій сольний музичний альбом британського музиканта Роджера Вотерса. Виданий 1 вересня 1992 року. Загальна тривалість композицій становить 72:45. Альбом відносять до напрямку прогресивний рок.

## Список пісень
1. «The Ballad of Bill Hubbard» — 4:19
2. «What God Wants, Part I» — 6:00
3. «Perfect Sense, Part I» — 4:16
4. «Perfect Sense, Part II» — 2:50
5. «The Bravery of Being Out of Range» — 4:43
6. «Late Home Tonight, Part I» — 4:00
7. «Late Home Tonight, Part II» — 2:13
8. «Too Much Rope» — 5:47
9. «What God Wants, Part II» — 3:41
10. «What God Wants, Part III» — 4:08
11. «Watching TV» — 6:07
12. «Three Wishes» — 6:50
13. «It's a Miracle» — 8:30
14. «Amused to Death» — 9:06